# آش کشک
آش کشک یکی از غذاهای سنتی استان همدان است که که با بلغور، حبوباتی همچون لوبیا چیتی و نخود و روغن پخته می‌شود و برای تزئین آن از پیاز داغ و دارچین استفاده می‌کنند.